# Lac Duchat
Pour les articles homonymes, voir Duchat.
Ne doit pas être confondu avec Duchatel, Duchateau ou Duchâtelet.
Le lac Duchat est un plan d'eau douce à Rouyn-Noranda et Taschereau, dans la région administrative de Abitibi-Témiscamingue, dans la province de Québec, au Canada.
Ce lac est situé dans une zone forestière du nord-est de Destor et du sud-ouest de Laferté. Un barrage est aménagé à son embouchure, soit à la tête de la rivière Loïs.
La foresterie constitue la principale activité économique du secteur ; les activités récréotouristiques, en second. Le lac Duchat constitue la limite Nord du parc national d'Aiguebelle.
Annuellement, la surface du lac est généralement gelée de la mi-novembre à la fin avril, néanmoins, la période de circulation sécuritaire sur la glace est habituellement de la mi-décembre à la mi-avril.

## Géographie
Les principaux bassins versants voisins du lac Duchat sont :
- côté nord : rivière Loïs, lac Chavigny, lac Robertson, rivière Macamic ;
- côté est : lac Loïs, rivière Villemontel, ruisseau Binet, rivière Davy ;
- côté sud : rivière Bassignac, rivière Dufresnoy, rivière Kinojévis ;
- côté ouest : rivière Fréville, lac Lavoie, rivière Poularies.

Le lac Duchat est connecté à l’Est au lac Loïs par un segment de 2,1 km de la rivière Loïs laquelle traverse la « baie à Dion ».
L’embouchure du lac Duchat est située à :
- 21,1 km au sud-est de l’embouchure de la rivière Loïs ;
- 54,9 km au sud-est de l’embouchure de la rivière La Sarre ;
- 96,5 km à l’est de l’embouchure du lac Abitibi ;
- 39,0 km au nord de Rouyn-Noranda[2].

Le lac Duchat se déverse par le côté Nord dans la rivière Loïs laquelle coule sur 39,4 km vers le nord-ouest jusqu’à la rive sud du lac Macamic que le courant traverse vers le nord sur 11,1 km. Le lac Macamic se déverse dans la rivière La Sarre laquelle se déverse à son tour sur la rive nord-est du lac Abitibi. De là, le courant traverse le lac Abitibi vers l’ouest sur 83,4 km jusqu’à son embouchure, en contournant cinq grandes presqu’îles s’avançant vers le nord et plusieurs îles.
À partir de l’embouchure du lac Abitibi, le courant emprunte le cours de la rivière Abitibi, puis de la rivière Moose (Ontario) pour aller se déverser sur la rive Sud de la baie James.

## Toponymie
Le terme « Duchat » constitue un patronyme de famille d'origine française.
Le toponyme « lac Duchat » a été officialisé le 5 décembre 1968 par la Commission de toponymie du Québec, soit lors de sa création.